# Anton Zerr
Anton Johann Zerr (ur. 10 marca 1849 we Franzfeldzie, zm. 15 grudnia 1932 w Tyflisie) – niemiecki duchowny rzymskokatolicki, biskup pomocniczy Tyraspolu w latach 1883–1889, biskup diecezjalny Tyraspolu w latach 1889–1902.

## Życiorys
Urodził się w 1849 we Franzfeld (koło Odessy), na terenie guberni chersońskiej w Rosji. 11 marca 1872 po odbyciu studiów teologicznych w Saratowie otrzymał święcenia kapłańskie.
Początkowo pracował jako proboszcz w Krasnopolu i Katherinenstadt na Powołżu. Jednocześnie kształcił się dalej, obejmując stanowisko profesora na seminarium duchownym diecezji Tyraspolu. W 1879 został kanonikiem i wikariuszem generalnym diecezji.
15 marca 1883 został prekonizowany biskupem pomocniczym diecezji Tyraspolu i biskupem tytularnym Diocletianopolis in Palestina. Sakrę biskupią przyjął 22 maja 1883. 30 grudnia 1889 po rezygnacji biskupa Franza Zottmanna został biskupem diecezjalnym. Jego rządy trwały do 6 czerwca 1902, kiedy to zrezygnował z urzędu. 23 listopada 1925 otrzymał tytularną diecezję Salona. Zamieszkał w Tyflisie, gdzie zmarł w 1932.